# Drugi pol (knjiga)
Drugi pol (фр. Le Deuxième Sexe) je knjiga iz 1949. godine koju je napisala francuska egzistencijalistkinja Simon de Bovoar u kojoj autorka govori o odnosu prema ženama kroz istoriju. Knjiga je nastala za oko 14 meseci kada je spisateljica imala 38 godina. Napisala ju je u dva toma – Činjenice i mitovi (eng. Facts and Myths) i Životno iskustvo (eng. Lived Experiences). Pojedina poglavlja su se prvo pojavila u časopisu Les Temps modernes. Drugi pol, jedna od najpoznatijih knjiga Simon de Bovoar, smatra se jednim od najznačajnijih dela feminističke filozofije i polaznom tačkom drugog talasa feminizma.

## Sažetak

### Prvi tom
Simon de Bovoar postavlja pitanje: „Šta je žena?“ Tvrdi da je muškarac ono što se podrazumeva, dok je žena ‚‚drugi". „Čovečanstvo je muško, i čovek ne definiše ženu kao takvu, već prema sebi; žena se ne posmatra kao autonomno biće.” Simon de Bovoar takođe opisuje odnos između jajne ćelije i spermatozoida kod različitih bića (riba, insekata, sisara) i na kraju dolazi do ljudi. Opisuje ženski podređen položaj unutar vrste u pogledu reprodukcije i upoređuje fiziologiju muškaraca i žena zaključujući da se vrednosti ne mogu zasnivati na fiziologiji i da biološke činjenice treba posmatrati u ontološkom, ekonomskom, socijalnom i fiziološkom kontekstu.
Simon de Bovoar odbacuje teorijska viđenja Sigmunda Frojda, Alfreda Adlera i Fridriha Engelsa. Ona ističe da iako Engels u knjizi Poreklo porodice, privatne svojine i države (eng. The Origin of the Family, Private Property and the State) (1884) govori da je „veliki istorijski poraz ženskog pola’’ usledio nakon otkrića bronze i stvaranja privatne svojine, njegove tvrdnje nisu potkrepljene.
Prema njenom mišljenju, dva faktora objašnjavaju evoluciju ženskog stanja: učešće u proizvodnji i sloboda od reproduktivnog ropstva. Simon de Bovoar piše da je „materinstvom žena ostala čvrsto vezana za svoje telo, kao životinja" I zato muškarci dominiraju nad njom i prirodom. Ona opisuje postepeno muško zadobijanje nadmoći nad ženama, od statue ženske Velike Boginje iz Suse do stava starih Grka poput Pitagore koji je napisao: „Postoji jedan dobar princip koji je stvorio red, svetlost i muškarca; i jedan rđav princip koji je stvorio haos, mrak i ženu.“ Muškarci uspevaj u životu transcendencijom, dok je imanencija sudbina žena. Bovoar piše da muškarci tlače žene kada nastoje da održe porodicu i da sačuvaju baštinu. Ona upoređuje položaj žena u Staroj Grčkoj i Rimu. U Grčkoj, sa izuzetkom Sparte gde nije bilo ograničavanja slobode žena, prema ženama se postupalo skoro kao prema robovima. U Rimu su žene uživale veća prava, ali su i dalje bile diskriminisane po rodnoj osnovi pošto su muškarci još uvek bili gospodari. Kada govori o hrišćanstvu, Simon de Bovoar tvrdi da su, s izuzetkom nemačke tradicije, ova religija i njeno sveštenstvo doveli ženu u podređen položaj. Takođe spominje prostituciju i promene u dinamici koje je u XII veku donela dvorska ljubav. Simon de Bovoar opisuje ‚‚žene moćne vladarke" i „kurtizane" od ranog XV veka i izdvaja španjolku svetu Tereziju Avilsku koja ‚‚pokazuje da se žena može uzdići isto tako visoko kao muškarac”.
Tokom XIX veka ženska prava su ostala nepromenjena, ali su se pojedinke, poput Margarite od Navare, istakle pisanjem i glumom. Neki muškarci su svojim delima pomogli da se poboljša ženski status. Simon de Bovoar pronalazi zamerke Napoleonovom kodu, kritikuje Ogista Konta i Onorea de Balzaka, a Pjera Žozefa Prudona opisuje kao antifeministu. Industrijska revolucija u XIX veku je omogućila ženama da pobegnu iz svojih domova, ali su bile slabo plaćene za svoj rad.
Simon de Bovoar prati rast sindikata i učešće žena u istim. Spisateljica takođe razmatra širenje kontraceptivnih metoda i istoriju abortusa. Pripoveda istoriju pokreta za žensko pravo glasa i piše o ženama poput Roze Luksemburg i Marije Kiri.
Simon de Bovoar i piše o ‚‚večnom razočarenju" žena po mišljenju heteroseksualnih muškaraca. Ona pokriva teme ženske menstruacije, nevinosti i seksualnosti uključujući polni odnos, brak, majčinstvo i prostituciju. Kako bi dočarala muško iskustvo s „strahotom žesnke plodnosti", Simon de Bovoar citira Britanski medicinski časopis (eng. British Medical Journal) iz 1878. godine u kome jedan član Britanske medicinske asocijacije (eng. British Medical Association) piše da je „nesumnjiva činjenica da se meso kvari ako da dodirne žena za vreme menstruacije“. Ona takođe citira i poeziju Andrea Bretona, Leopolda Sedara Sengora, Mišela Lerisa, Pola Verlena, Edgara Alana Poa, Pola Valerija, Johana Volfganga fon Getea i Vilijama Šekspira kao i druge romane, filozofe i filmove. Simon de Bovoar piše da rodna podeljenost opstaje i u homoseksualnosti.
Analizirajući dela Anrija de Monterlana, D. H. Lorensa, Pola Klodela, Andrea Bretona i Stendala, Simon de Bovoar piše da ‚‚ovi primeri nam svedoče da svaki pisac odražava velike kolektivne mitove…" Žensku odanost kao dužnost zahtevaju i Monterlan i Lorens. Manje drski Klodel, Breton i Stendal dive se odanosti žene kao plemenitom izboru.” Ona smatra da je žena „privilegovano Drugo" gde je „Drugo definisano posebno, prema posebnom načinu na koji je Jedno postavlja“ i piše da „ravnopravnoj ženi-detetu, duši-sestri, seks-ženi, ženskoj životinji jedina namenjena zemalja sudbina jeste muškarac.“ De Bovoar nadalje govori da „odsustvo ili beznačajnost ženskog elementa u celokupnosti jednog dela samo je po sebi simptomatično...međutim, gubi se u epohi kao što je naša u kojoj su pojedinačni problemi u drugom planu."
Simon de Bovoar piše da se ‚‚misterija"  ističe među muškim mitovima o ženama. Takođe govori da se ta misterija ne pripisuje ženama zbog njihovog pola, već zbog njihovog položaja i da se odnosi na bilo kojeg roba. Smatra da je to nestalo tokom XVIII veka kada su muškarci na kratko vreme smatrali žene jednakim sebi. Citira Artura Remboa koji piše da se nada da će jednog dana žena postati potpuno ljudsko biće kada joj muškarac da slobodu.

### Drugi tom
Prikazujući detetov život od rođenja, Simon de Bovoar upoređuje odgoj devojčice sa odgojem dečaka, kome se sa tri ili četiri godine kaže da je "mali muškarac". Devojčica se uči da bude žena i društvo joj nameće „ženstvenu" sudbinu. Ona nema urođeni ‚‚materinski instinkt.” Devojčica se uči da veruje u muškog boga i da ga obožava ,te da zamišlja odrasle ljubavnike. Otkriće seksa je ‚‚razdoblje bolnog rasula" i ona na njega gleda sa gađenjem. Kada otkrije da su muškarci, a ne žene, gospodari sveta „njeno srce uzbuđeno kuca zbog muškarca“. Spisateljica opisuje pubertet, prvu menstruaciju i način na koji devojčice zamišljaju seks sa muškarcima. Opisuje više načina na koji devojčice u kasnom pubertetu prihvataju svoju ‚‚ženstvenost", što može da podrazumeva bekstvo od kuće, opčinjenost odvratnim praćenje prirode ili krađu. Spisateljica razmatra i odnose sa muškarcima, ističući da posledice prvog odnosa određuju ceo ženin život. Simon de Bovoar opisuje i ženske odnose sa ženama. Takođe navodi da „homoseksualnost je koliko svesna nastranost, toliko i fatalno prokletstvo“.
Simon de Bovoar smatra da je „apsurdno tražiti od supružnika vezanih praktičnim, socijalnim i moralnim interesima da celog života jedno drugom pričinjavaju seksualno uživanje“. Opisuje obaveze udate žene koje uključuju čišćenje kuće i dodaje da to „znači zaustavljati smrt, ali isto tako i odbijati život...“ Smatra da je „sudbina žene-služavke nezahvalna zbog podele posla koja je celu osuđuje na opšte i neesencijalno...“ Takođe piše kako žena pronalazi dostojanstvo samo prihvatanjem svog vazalstva koje podrazumeva „službu u postelji i službu u kući“. Žena se odvaja od svoje porodice i na dan posle venčanja pronalazi samo ‚‚razočarenje". Simon de Bovoar takođe ističe razne nejednakosti između supruge i supruga i pronalazi da oni vreme provode ne u ljubavi, već u ‚‚bračnoj ljubavi". Ona citira Sofiju Tolstoj koja u svom dnevniku postavlja pitanje – „Kako bi se jedna žena mogla zadovoljiti da celog dana sedi sa iglom u ruci, da svira na klaviru, da bude sama, potpuno sama, ako misli da je njen muž ne voli i da ju je zauvek osudio na ropstvo“? Spisateljica takođe smatra da je brak izvitoperena institucija koja ugnjetava i muškarce i žene.
Po mišljenju autorke, abortus koji doktor legalno obavi bi imao malo posledica po majku. Ona tvrdi da katolička crkva ne može da kaže da duša nerođene bebe ne odlazi u raj jer nije krštena pošto je to suprotno drugim učenjima crkve. Ona piše da problem abortusa nije problem smrtnosti već ‚‚muškog sadizma" prema ženama. Simon de Bovoar opisuje trudnoću, koju sagledava ujedno kao dar i prokletstvo za žene. U ovom stvaranju novog bića, žena gubi sebe. Spisateljica piše da „majčin sado-masohizam stvara u kćeri osećanje krivice koje će se ispoljiti kroz sado-masohističke postupke prema njenoj deci i tako bez kraja i konca“ i zalaže se za socijalistički odgoj dece.
Simon de Bovoar opisuje žensku odeću, svoje prijateljice i svoje odnose sa muškarcima. Spisateljica dodaje da „brak, lišavajući žene svakog erotskog zadovoljstva, uskraćujući im slobodu i posebnost njihovih osećanja, neizbežnom i ironičnom dijalektikom vodi ih preljubi“. Takođe opisuje prostitutke i njihov odnos sa makroima i sa drugim ženama, kao i sa heterama. Za razliku od prostitutki, hetere mogu dobiti priznanje kao individue i ako su uspešne mogu da postave više ciljeve i da se javno istaknu. Simon de Bovoar piše da ženin put do menopauze može da probudi ženska homoseksualna osećanja (za koja smatra da su latentna kod skoro svake žene). Kada prihvati da ostari, žena postaje starica kojoj je ostalo da proživi još pola života. Ona nekad izabere da živi kroz svoju decu (često kroz sina) ili unučad, premda se suočava sa ‚‚plenom samoće, žaljenja, dosade". Kako bi joj prošlo vreme može se baviti beskorisnim ženskim “ručnim radom“, slikanjem vodenim bojama, muzikom ili čitanjem, ili se učlaniti u neku dobrotvornu organizaciju.
Prema mišljenju Simon de Bovoar, dok žena ume da bude aktivna, efikasna i tiha kao muškarac, njen položaj je čini samo korisnom zarad pripremanja hrane, pranja veša, čišćenja kuće. Ona brine jer ne radi ništa, kuka, plače i može zapretiti samoubistvom. Buni se, ali ne beži od svoje sudbine. Može pronaći sreću u ‚‚Harmoniji" i u ‚‚Dobru" kao što Virdžinija Vulf i Katrin Mensfild opisuju. Simon de Bovoar misli da je beskorisno pokušavati ustanoviti da li je žena superiorna ili inferiorna i da je očevidno da je muški položaj ‚‚beskrajno povoljniji". Takođe navodi da „za ženu nema nikakvog drugog izlaza osim da radi na svom oslobođenju“.
Simon de Bovoar opisuje i narcisoidne žene koje sebe mogu da pronađu u ogledalu i u pozorištu i žene u braku i van njega. Navodi da „onoga dana kada ženi bude bilo moguće da voli u svojoj snazi a ne u svojoj slabosti, ne da bi pobegla od sebe već da bi se našla, ne da bi se odrekla sebe već da bi se potvrdila, tada će ljubav postati za nju, kao i za muškarca, izvor života, a ne smrtna opasnost“. Razmatra živote nekoliko žena od kojih su neke imale stigme. Simon de Bovoar piše kako „se žena povezuje sa nestvarnim: svojom dvojnicom ili Bogom: ili pak uspostavljaju uspostavlja nestvaran odnos sa stvarnim bićem.“ Takođe pominje žene sa karijerama koje mogu da pobegnu od sadizma i mazohizma. Nekolicina žena je uspešno dostiglo stanje jednakosti, i Simon de Bovoar, u fusnoti, izdvaja primer Klare i Roberta Šumana. Simon de Bovoar kaže da zadaci koji se očekuju od supruge mogu biti previše za ženu, pošto ona mora da bude elegantna, dobra domaćica i dobra majka. Izdvaja ‚‚glumice, igračice i pevačice" koje imaju mogućnost da dostignu nezavisnost. Među spisateljicama, Simon de Bovoar izdvaja samo Emili Bronte, Virdžiniju Vulf i (‚‚ponekad") Meri Veb (i pominje Koletu i Ketrin Mansifeld) kao žene koje „se sa prirodom suočavaju u njenoj neljudskoj slobodi..." Simon de Bovoar onda kaže kako žene ne ‚‚osporavaju ljudsku sudbinu” i da „kada je upoređujemo sa nekim izuzetnim umetnicima, koji zaslužuju da budu nazvani ’velikima’, žena izgleda osrednje.” Žena ne bi mogla da bude Vinsent van Gog ili Franc Kafka. Simon de Bovoar smatra daje od svih žena možda jedino Sveta Tereza živela za sebe. Kaže da je ‚‚krajnje vreme da joj se pruži prilika da najzad oproba svoju sreću, kako u svom sopstvenom interesu tako i u interesu svih.”
U zaključku Simon de Bovoar se nada budućnosti u kojoj su žene i muškarci jednaki. Spisateljica navodi da „svakako, ne treba smatrati da je dovoljno promeniti njen ekonomski položaj pa da se žena preobrazi; taj činilac je bio i ostaje osnovni činilac njenog razvoja; ali sve dok za sobom nije povukao moralne, socijalne, kulturne itd. posledice koje objavljuje i zahteva, nova žena još ne može da se pojavi; u sadašnje vreme one se nisu nigde ostvarile, ni u Sovjetskom Savezu ni u Francuskoj ili u Sjedinjenim Američkim državama; a upravo zato je savremena žena rastrgnuta između prošlosti i sadašnjosti.“ Spisateljica zaključuje da „kako bise izvojevala ta najviša pobeda potrebno je, pored ostalog, da se muškarci i žene, i pored svojih prirodnih razlika, bez dvoličnosti afirmišu svoje bratstvo“.

## Recepcija i uticaj
Prvo izdanje Drugog pola u Francuskoj se prodalo u oko 22.000 primeraka za nedelju dana. Od tada, knjiga je prevedena na četrdeset jezika. Vatikan je knjigu stavio na Spisak zabranjenih knjiga. Seksolog Alfred Kinsi se kritički izrazio prema Drugom polu, držeći da iako je interesantan kao književno delo, ne sadrži originalne podatke od interesa ili značaja za nauku. Godine 1960, Bovoar je napisala da Drugi pol predstavlja pokušaj da se objasni „zašto ženu njen položaj, još uvek, čak i danas, sprečava da istražuje osnovne probleme u svetu“. Napad na psihoanalizu u Drugom polu je inspirisao kasnije feminističke argumente protiv psihoanalize, između ostalih i one iznete u knjigama Ženska mistika (1963) Beti Fridan, Seksualna politika (1969) Kejt Milet i Ženski evnuh (1970) Džermejn Grir. Milet je 1989. izjavila da nije uviđala do koje mere je dugovala Bovoar kada je pisala Seksualnu politiku.
Filozofkinja Džudit Batler je napisala da Bovoarin iskaz da se „žena ne rađa, ženom se postaje“ razlikuje termine „pol“ i „rod“. Bord i Malovani-Ševalije, u njihovoj celovitoj verziji knjige na engleskom, prevele su ovaj iskaz kao „žena se ne rađa, ženom se postaje“ zato što u ovom kontekstu (jedna od više različitih upotreba reči „žena“ u knjizi), Bovoar tu reč koristi da označi ženu kao konstrukt ili ideju, pre nego ženu kao jedinku ili deo grupe. Batler piše da je u ovoj knjizi „rod“ predstavljen kao aspekt identiteta koji se „postepeno stiče“. Batler smatra da Drugi pol potencijalno pruža radikalno razumevanje roda.
Biografkinja Deirdre Ber u uvodu za izdanje iz 1989. godine piše da je „jedna od najupornijih kritika“ to da je Bovoar „kriva za nesvesnu mizoginiju“, da odvaja sebe od žena dok piše o njima. Ber piše i da su francuski pisac Frаnsis Žanson i britanska pesnikinja Stivi Smit imali slične zamerke: prema rečima Smitove, „Ona je napisala ogromnu knjigu o ženama i ubrzo postaje jasno da ih ne voli, niti da joj se dopada što je i sama žena“. Ber dalje citira britanskog naučnika K. B. Redforda koji je uočio da je Bovoar „kriva za bojenje žena svojim sopstvenim bojama“ zato što je Drugi pol „primarno buržoaski dokument, tako izobličen autobiografskim uticajima da lični problemi same autorke mogu dobiti preterani značaj u njenom razmatranju ženstvenosti“.
Dejvid M. Halperin piše da Bovoar daje idealizovan prikaz seksualnih odnosa između žena u Drugom polu, tvrdeći da oni sa posebnom jasnoćom otkrivaju uzajamnost u reagovanju na erotske podsticaje koja karakteriše žensku erotičnost. Kritičarka Kamila Palja je pohvalila Drugi pol, nazivajući ga „izvrsnim“ i „vrhunskim delom modernog feminizma“. Palja piše da većina modernih feminista i feministkinja ne shvata do koje mere su njihova dela samo puko ponavljanje Bovoarinih tvrdnji. U knjizi Slobodne žene, slobodni muškarci (2017) Palja piše da je kao šesnaestogodišnjakinja bila „impresionirana Bovoarinim zapovedničkim, autoritativnim tonom i ambicioznim kretanjem kroz prostor i vreme“, koji su je inspirisali da napiše sopstveno delo književne kritike pod nazivom Seksualne persone (1990). Kristina Hof Somers odbacuje Drugi pol, pišući da njegova „reputacija kao remek-dela, umetničkog dela, ili čak inspirativnog manifesta, zavisi umnogome od toga što ga niko ne čita“. Somers opisuje knjigu kao „klupko“ koje sadrži „preterane generalizacije“, i da se Bovoar „nije potrudila da razluči bitni od nebitnog sadržaja“, te da je bila nemarna u korišćenju dokaza.

## Kulturološke posledice
Uspon drugog talasa feminizma u Sjedinjenim Američkim Državama izazvan knjigom Ženska mistika Beti Fridan, koja je inspirisana Drugim polom Simon de Bovoar,  znatno je kasnije dospeo do Evropljanki i počeo da utiče na njihove živote. Iako je Drugi pol objavljen 1949, a Ženska mistika 1963. godine, Francuzi su bili zabrinuti da će širenje jednakosti na pitanja porodice biti štetno za francuski moral. Godine 1966, abortus je u Evropi još uvek bio nezakonit i bilo je jako teško doći do kontracepcije. Mnogi su bili uplašeni da će legalizacija „oduzeti muškarcima ‘ponosnu svest o njihovoj muževnosti’ i načiniti žene ‘pukim objektima sterilne senzualnosti’“. Francuski parlament je 1967. odlučio da legalizuje kontracepciju, ali samo pod strogo kontrolisanim uslovima.
Socijalni feministi i feministkinje su otišli još dalje tvrdeći da se žene „fundamentalno razlikuju od muškaraca u psihologiji i u fiziologiji...“ i naglašavali su rodne razlike, a ne jednakost, zahtevajući da žene imaju pravo da izaberu da li će ostati kod kuće i brinuti o porodici, ako tako žele, i za to dobiti novčanu naknadu, što je zastupala katolička crkva, ili biti radna snaga i imati pomoć oko brige o deci kroz programe vlade, kao što su dnevni boravci za decu finansirani od strane države i porodiljsko odsustvo. Istorijski kontekst toga doba predstavljalo je verovanje da je „društvo skrojeno po meri muškaraca loše služilo ženama i štetilo sveukupnim društvenim interesima“. Zbog ovog zalaganja za javne programe, Evropljanke su se više uključile u politiku i do devedesetih godina prošlog veka držale su šest do sedam puta više mesta u zakonodavnim telima nego u SAD, što im je omogućavalo da pruže podršku programima za žene i decu.

## Prevodi
Mnogi komentatori su ukazivali da je engleski prevod Drugog pola H. M. Paršlija iz 1953. godine, koji se često preštampava, loš. Jedan kritičar iz Njujork Tajmsa je napisao da zoolog angažovan da uradi prevod ima „poznavanje francuskog jezika na nivou osnovnih studija“. Delikatni filozofski koncepi su često pogrešno prevedeni, a veliki delovi teksta izostavljeni. Engleska izdavačka prava na knjigu su u vlasništvu izdavačke kuće Alfred A. Knopf, i uprkos tome što im je ukazano na probleme sa engleskim tekstom, dugo su tvrdili da nema potrebe za novim prevodom, iako je i sama Simon de Bovoar u jednom intervjuu iz 1985. eksplicitno zatražila novi: „Veoma bih volela da se uradi novi prevod Drugog pola, koji će biti verodostojniji; potpuniji i verodostojniji.“
Izdavači su se povinovali ovim zahtevima i poručili novi prevod od Konstans Borde i Šejle Malovani-Ševalije. Novi prevod, objavljen u novembru 2009. godine, naišao je na generalno pozitivne ocene književnih kritičara, prema kojima su Borde i Malovani-Ševalije savesno unele delove teksta koji su nedostajali u Paršlijevom izdanju i ispravile veliki broj njegovih grešaka.
Drugi kritičari, pak, uključujući i Toril Moi, jednu od najglasnijih kritičarki prvog prevoda iz 1953. godine, kritični su prema novom izdanju, ukazujući na probleme u stilu, sintaksi i filozofskoj i sintaktičkoj koherentnosti. Izdavač je uneo najmanje jednu ispravku na osnovu Moine kritike; knjiga se sada završava rečju koju je Simon de Bovoar izabrala: "bratstvo" (francuski: fraternité).
Kritičar Njujork Tajmsa navodi izvesne nezgrapne engleske konstrukcije u novom izdanju koje su u Paršlijevoj verziji bile elegantnije, i kaže, „Da li bi trebalo da se radujemo što se prvo celovito izdanje Drugog pola pojavljuje u novom prevodu? Ja se, svakako, ne radujem“.

## Spoljašnje veze
- Cusk, Rachel (11. 12. 2009). „Shakespeare's daughters”. The Guardian. Guardian News and Media.
- „Second can be the best”. The Irish Times. 12. 12. 2009. Архивирано из оригинала 20. 10. 2012. г. Приступљено 21. 06. 2018.
- Smith, Joan (18. 12. 2009). „The Second Sex, By Simone de Beauvoir trans. Constance Borde & Sheila Malovany-Chevallier”. The Independent.
- „'The Second Sex' by Simone de Beauvoir”. Marxists Internet Archive. (Free English translation of a small part of the book)
- Zuckerman, Laurel (23. 3. 2011). „The Second Sex: a talk with Constance Borde and Sheila Malovany Chevalier”. laurelzuckerman.com.
- Radio National (16. 11. 2011). „Translating the 'Second Sex”. ABC: The Book Show. ABC.net.au.
- Udovitch, Mim (6. 12. 1988). „Hot and Epistolary: 'Letters to Nelson Algren', by Simone de Beauvoir”. The New York Times.
- Menand, Louis (26. 9. 2005). „Stand By Your Man: The strange liaison of Sartre and Beauvoir (Book review of the republished The Second Sex by Simone de Beauvoir)”. The New Yorker.